# Stephan Kullberg
Stephan Kullberg, född 10 januari 1959, är en svensk tidigare allsvensk fotbollsspelare (försvarare).
Kullberg värvades till IFK Göteborg inför säsongen 1983 från Åtvidabergs FF, då IFK behövde en ersättare till Conny Karlsson som blivit proffs i USA. Kullberg värvades sedan 1986 över till Djurgårdens IF. Han är numera assisterande tränare i Ersboda SK.